# Val i San Marino
Eftersom San Marino är demokratiskt hålls demokratiska val i San Marino.
San Marino väljer på nationell nivå en lagstiftande makt. Stora rådet (Consiglio Grande e Generale) har 60 medlemmar som väljs för en femårsperiod av proportionell representation med nationell majoritetsbonus, (den vinnande koalitionen får minst 35 platser).
San Marino har flerpartisystem, med många partier där sällan någon part har chansen att få egen majoritet, och partierna måste bilda koalitionsregeringar.
Sedan början av 2008 finns en valtröskel på 3,5%.
Det senaste parlamentsvalet i San Marino hölls den 11 november 2012.

## Valresultat

### Valet i San Marino 2008
Parlamentsvalet den 9 november 2008 stod mellan blocken Patto per San Marino (San Marino-pakten) (centrum-höger) och Riforme e Libertà (centrum-vänster).
Valresultatet i San Marino 9 november 2008.
| Partier                                            | Antal röster | %      | Mandat |
| -------------------------------------------------- | ------------ | ------ | ------ |
| P.D.C.S.-E.P.S.-A. e L.                            | 6 693        | 31,90% | 22     |
| Alleanza Popolare                                  | 2 417        | 11,52% | 7      |
| Lista della Libertà                                | 1 317        | 6,28%  | 4      |
| Unione Sammarinese dei Moderati                    | 874          | 4,17%  | 2      |
| Röster på koalitionen                              | 73           | 0,35%  |        |
| Totalt röstantal på Patto per San Marino           | 11 373       | 54,22% | 35     |
| Partito dei Socialisti e dei Democratici           | 6 703        | 31,96% | 18     |
| Sinistra Unita                                     | 1 797        | 8,57%  | 5      |
| Democratici di Centro                              | 1 037        | 4,94%  | 2      |
| Röster på koalitionen                              | 65           | 0,31%  |        |
| Totalt antal röster på Riforme e Libertà           | 9 602        | 45,78% | 25     |
| Totalt antal röster (68,48% av de röstberättigade) | 20 975       |        | 60     |
| Ogiltiga/blanka röster                             | 831          |        |        |
| Totalt antal röster                                | 21 806       |        |        |
| Röstberättigade                                    | 31 845       |        |        |

### Valet i San Marino 2006
Valresultatet i San Marino 4 juni 2006.
| Partier                                           | Antal röster | %      | Mandat |
| ------------------------------------------------- | ------------ | ------ | ------ |
| Partito Democratico Cristiano Sammarinese         | 7 257        | 32,92% | 21     |
| Partito dei Socialisti e dei Democratici          | 7 017        | 31,83% | 20     |
| Alleanza Popolare                                 | 2 657        | 12,05% | 7      |
| Sinistra Unita                                    | 1 911        | 8,67%  | 5      |
| Nuovo Partito Socialista                          | 1 194        | 5,42%  | 3      |
| Noi Sammarinesi                                   | 558          | 2,53%  | 1      |
| Popolari Sammarinesi                              | 535          | 2,43%  | 1      |
| Alleanza Nazionale Sammarinese                    | 512          | 2,32%  | 1      |
| Sammarinesi per la Libertà                        | 405          | 1,84%  | 1      |
| Totalt antal röster (71,8% av de röstberättigade) | 22 046       |        | 60     |
| Ogiltiga/blanka röster                            | 769          |        |        |
| Totalt antal röster                               | 22 815       |        |        |
| Röstberättigade                                   | 31 759       |        |        |

### Fotnoter
1. ↑  www.elezioni.sm Arkiverad 3 november 2013 hämtat från the Wayback Machine. Valresultatet 2012
2. ↑  www.elezioni.sm Arkiverad 17 november 2012 hämtat från the Wayback Machine. Valresultatet 2008
3. ↑  www.elezioni.sm Arkiverad 17 november 2012 hämtat från the Wayback Machine. Valresultatet 2006